# 타니 아사코
타니 아사코(谷あさこ, 1993년 5월 20일 ~ )는 일본의 아나운서다.

## 방송
- CX ウワサのお客様
- TX デカ盛りハンター
- 미스트롯3 (2023) - Top72